# Roberto Orosei
Roberto Orosei är en italiensk radioastronom.
Roberto Orosei utbildade sig i astronomi 1982–1987 på Liceo Scientifico "Lazzaro Spallanzani" i Reggio nell'Emilia i Italien och tog magisterexamen 1992 på Bolognas universitet i Italien. Han disputerade 1999 på Avdelningen för teknologi, IT och telekommunikation på universitetet La Sapienza i Rom i astronomi om fjärranalys på avhandlingen "Theoretical and numerical tools for microwave experiments in planetary missions".
Han har forskat på bland andra Istitituto di Fisica dello Spazio Interplanetario i Rom. Han arbetar numera på Istituto di Radioastronomia di Bologna med ansvar för MARSIS (Mars Advanced Radar for Subsurface and Ionosphere Sounding), ett instrument på marssonden Mars Express vilket har påvisat förekomsten av vatten under Mars sydpolskalott av frusen koldioxid.